# Pipira-da-taoca
Tangará-de-cabeça-cinzenta ou pipira-da-taoca (Eucometis penicillata) é uma espécie de ave da família Thraupidae. É a única espécie do género Eucometis.
Pode ser encontrada nos seguintes países: Belize, Bolívia, Brasil, Colômbia, Costa Rica, Equador, Guiana Francesa, Guatemala, Guiana, Honduras, México, Nicarágua, Panamá, Paraguai, Peru, Suriname e Venezuela.
Seus habitats naturais são: florestas subtropicais ou tropicais húmidas de baixa altitude, pântanos subtropicais ou tropicais e florestas secundárias altamente degradadas.